# Berlin, New York
Berlin este o localitate cu 1900 de locuitori, situată în apropiere de Albany în comitatul  Rensselaer County, statul New York, SUA.